# Thomson Cherogony
Thomson Kibet Cherogony (12 november 1978) is een Keniaanse atleet, die zich heeft toegelegd op de lange afstand.

## Loopbaan
Cherogony won op 22 april 2007 de 39e marathon van Enschede in 2:11.33. De Keniaan, die zijn marathondebuut maakte, bleef ruim twee minuten voor op zijn landgenoot Jonathan Kipsaina (2:13.55). In 2010 won hij de marathon van Madrid in 2:11.27 en verbeterde met deze tijd het parcoursrecord. Een jaar later liep hij bij dezelfde wedstrijd nog sneller maar moest hij genoegen nemen met een tweede plaats.

## Persoonlijke records
| Onderdeel      | Prestatie | Datum           | Plaats  |
| -------------- | --------- | --------------- | ------- |
| halve marathon | 1:01.56   | 29 oktober 2006 | Nairobi |
| marathon       | 2:10.45   | 19 oktober 2008 | Reims   |

## Palmares

### halve marathon
- 2006:  halve marathon van Córdoba - 1:05.11
- 2006:  halve marathon van Cieza - 1:05.36
- 2007:  halve marathon van Almeria - 1:06.24
- 2007: 4e halve marathon van Granollers - 1:04.51
- 2008:  halve marathon van Barcelona - 1:03.39
- 2009: 4e halve marathon van Granollers - 1:03.11
- 2009: 4e halve marathon van Barcelona - 1:06.06
- 2011:  halve marathon van Granollers - 1:03.40

### marathon
- 2007:  marathon van Enschede - 2:11.35
- 2007: 12e marathon van Amsterdam - 2:11.10,2
- 2008: 7e marathon van Reims - 2:10.45
- 2009: 11e marathon van Rome - 2:14.03
- 2009:  marathon van Bilbao - 2:14.10
- 2010:  marathon van Madrid - 2:11.27
- 2010:  marathon van Singapore - 2:14.32
- 2011:  marathon van Madrid - 2:11.03
- 2011: 4e marathon van Singapore - 2:17.03
- 2012:  marathon van Madrid - 2:12.14
- 2013: 11e marathon van Madrid - 2:24.25